# Jerome Bryerton
Jerome Bryerton (* 1975) ist ein US-amerikanischer Jazz- und Improvisationsmusiker (Schlagzeug, Perkussion, Komposition), der sich auch als Bildender Künstler betätigt.
Bryerson, der seit den späten 1990er-Jahren in der amerikanischen Improvisationsszene aktiv ist, spielte u. a. mit John Butcher, Aaron Bennet, Danielle DeGruttola, Henry Kaiser und Damon Smith im Ensemble Sextessense (Tribute to John Stevens, 1999). In den Jahren um die Jahrtausendwende tourte er mit Damon Smith und Wolfgang Fuchs, dokumentiert auf dem Livealbum Three October Meetings, u. a. mit einem Mitschnitt vom Total Music Meeting 2002 in Berlin. In den folgenden Jahren arbeitete er u. a. auch mit Nathaniel Braddock, Scott Rosenberg (Creative Orchestra Music Chicago 2001), Matt Bauder, Frank Gratkowski (The Voice Imitator), Paul Hartsaw/Kristian Aspelin (Ausfegen, 2006) und Guillermo Gregorio. Im Duo mit Damon Smith legte er 2021 das Album There Must be a Reason for Generating Sounds vor.

## Diskographische Hinweise
- Damon Smith Trio: Color Architecture (Limited Sedition, 2000)
- Fuchs/Bryerton/Smith: Three October Meetings (Balance Point Acoustics, 2002)
- Guillermo Gregorio, Damon Smith, Jerome Bryerton: Room of the Present (Fundacja Słuchaj, 2008)
- Paul Hartsaw / Andrew Young / Jerome Bryerton: Matter & Memory (2010)[3]
- Jim Baker: Bootleg Series No 5 3030 (2020), mit Jerome Bryerton, Paul Hartsaw
- ...There Must Be a Reason for Generating Sounds...: 11 Duos for Wolfgang Fuchs (2021), mit Damon Smith
- Guillermo Gregorio, Damon Smith & Jerome Bryerton: The Cold Arrow (2023)